# Габович, Марк Давидович
Марк Давидович Габович (26 марта 1914, Киев, Российская империя — 8 марта 1994, Киев, Украина) — советский учёный-физик. Доктор физико-математических наук (1965), профессор (1967). Заслуженный деятель науки и техники УССР (1978).

## Биография
Родился 26 марта 1914 года в Киеве, родители — фастовский мещанин Дувид Мошкович Габович (1882—?) и Удля Иосифовна Габович (в девичестве Гольдберг, 1888—?), белоцерковская мещанка, заключившие брак там же 24 февраля 1909 года. Младший брат Рафаила Габовича (1909—2002), учёного в области гигиены.
В 1937 году окончил физико-математический факультет Киевский университет. Электрофизик.
Участник Великой Отечественной войны.
С 1938 года работал в киевском Институте физики АН УССР: в 1961—1965 — заведующим отделом газового разряда, в 1965—1985 — заведующим отделом газовой электроники.
В 1965 стал доктором физико-математических наук (докторская диссертация — «Исследование взаимодействия электронных и ионных пучков с плазмой»).

## Научная деятельность
Область научных интересов — физика газовых разрядов, физика плазменных источников ионов, физика ионно-пучковой плазмы, коллективные взаимодействия пучков заряженных частиц с плазмой. Им был предложен новый способ формирования ионных пучков с границы проникающей плазмы, получивший широкое применение в мире.
Обнаружил эффект самодекомпенсации пучков позитивных ионов; создал синтезированную чисто ионизированную плазму; внёс значительный вклад в разработку основ ионно-лучевой сварки.
Автор первых в мире монографий по плазменным ионным источникам.
Работы М. Д. Габовича и руководимого им коллектива положили в 1961—1962 годах начало новому направлению плазменной электроники — экспериментальному исследованию коллективных взаимодействий ионных пучков с плазмой. В 1980-х годах по его инициативе начались исследования возможности создания эффективных источников жидкометаллических ионов, перспективных для использования в новейших технологиях в микроэлектронике.

## Избранные труды
- Плазменные источники ионов. К., 1964;
- Физика и техника плазменных источников ионов. Москва, 1972;
- Транспортировка интенсивных пучков отрицательных ионов, К, 1977;
- Компенсированные ионные пучки. Москва, 1980;
- Жидкометаллические эмиттеры ионов // УФН. 1983. Т. 140, вып. 1;
- Пучки ионов и атомов для управляемого термоядерного синтеза и технологических целей / М. Д. Габович, Н. В. Плешивцев, Н. Н. Семашко. — М. : Энергоатомиздат, 1986. — 248,[1] с. : ил.; 21 см.
- Ion and Atomic Beams for Controlled Fusion and Technology. M. D. Gabovich, N. V. Pleshivtsev, N. N. Semashko. Springer US, 31 янв. 1989 г. — Всего страниц: 231
- Ионная физика и технология, К, 1990.